# きょーふ!ゾンビ猫
『きょーふ！ゾンビ猫』は2015年10月から2016年9月まで『あにむす!』内で放送していた日本のテレビアニメ。全52話。

イラストレーター・漫画家であるカナヘイのオリジナルキャラクターを原案としたショートアニメ。

## 登場人物
ゾンビ猫
声 - 平山笑美
お墓からある日突然よみがえったゾンビ猫が町を徘徊する…。カナヘイから生まれたほっこりする癒やしキャラクター。

## スタッフ
- キャラクター原案 - カナヘイ
- 監督 - ナミキヒロシ
- 脚本 - 安達元一
- 音響監督 - 鹿志村聡
- プロデューサー - 濱田啓路、岡田恵吏佳
- アニメーション制作 - 勝鬨スタジオ
- 製作 - MMDGP、エー・ティー・エックス、アスミック・エース、キッズステーション、テレビ東京メディアネット、博報堂キャスティング&エンタテインメント、BBB、フタバ、テレビ大阪サービス、A-Sketch

## 主題歌
「ゆるい☆たのしい☆ゾンビ猫」（第1 - 4話、第27 - 39話）
作詞 - 月宮うさぎ / 作曲 - 小池雅也 / 歌 - 平山笑美、リサ・メロディー（第1 - 4話）
「USO」（第5 - 13話）
作詞・作曲 - 三原康司 / 編曲・歌 - フレデリック（A-Sketch）
「チャチャチャ」（第14 - 26話、第40 - 52話）
作詞・作曲 - ユカ / サウンドプロデュース・編曲 - CHRYSANTHEMUM BRIDGE / 歌 みみめめMIMI

## 各話リスト
| 話数   | サブタイトル                     |
| ------ | -------------------------------- |
| 第1話  | 人間ゾンビ！ゾンビ猫             |
| 第2話  | 振り返る！ゾンビ猫               |
| 第3話  | こたつに入る！ゾンビ猫           |
| 第4話  | 幸運のゾンビ猫                   |
| 第5話  | ダンスもできる！ゾンビ猫         |
| 第6話  | やるときはやる！ゾンビ猫         |
| 第7話  | 練習する！ゾンビ猫               |
| 第8話  | 迷信になりたい!?ゾンビ猫         |
| 第9話  | 墓地に入る！ゾンビ猫             |
| 第10話 | トイレでピンチ!?ゾンビ猫         |
| 第11話 | SNSで拡散!?ゾンビ猫              |
| 第12話 | 興味津々！ゾンビ猫               |
| 第13話 | お家に帰りたい！ゾンビ猫         |
| 第14話 | ゾンビルック！ゾンビ猫           |
| 第15話 | 猫舌!?ゾンビ猫                   |
| 第16話 | サスペンス風!?ゾンビ猫           |
| 第17話 | デートのお誘い！ゾンビ猫         |
| 第18話 | 嘘つき？ゾンビ猫                 |
| 第19話 | アレが苦手！ゾンビ猫             |
| 第20話 | 噛みつく！ゾンビ猫               |
| 第21話 | 誰か助けて！ゾンビ猫             |
| 第22話 | ライバル対決！ゾンビ猫           |
| 第23話 | エサを守る！ゾンビ猫             |
| 第24話 | ボールが大好き！ゾンビ猫         |
| 第25話 | 口座を作る！ゾンビ猫             |
| 第26話 | そんな時代も・・・ゾンビ猫       |
| 第27話 | 一流のゾンビ？ゾンビ犬           |
| 第28話 | 段ボールとゾンビ猫               |
| 第29話 | ここ掘れワンワン？ゾンビ猫       |
| 第30話 | 誰も知らない、ゾンビ犬           |
| 第31話 | 電車への挑戦！ゾンビ猫           |
| 第32話 | 穴が大好き！ゾンビ犬             |
| 第33話 | それはどっちだ！ゾンビ猫         |
| 第34話 | おびえるゾンビ猫                 |
| 第35話 | ジェラシーなのか？ゾンビ猫       |
| 第36話 | リアルきょーふ！ゾンビ猫         |
| 第37話 | お部屋探し！ゾンビ猫             |
| 第38話 | やっぱり上手なゾンビ猫           |
| 第39話 | ゾンビ猫叩き！ゾンビ猫           |
| 第40話 | あこがれるゾンビ猫               |
| 第41話 | 満月で覚醒!?ゾンビ猫             |
| 第42話 | パンプアップ!?ゾンビ猫           |
| 第43話 | ゾンビ犬とゾンビ猫               |
| 第44話 | サプライズ大作戦!?ゾンビ猫       |
| 第45話 | ツメを研ぐぞ！ゾンビ猫           |
| 第46話 | 怪しい箱の正体!?ゾンビ猫         |
| 第47話 | 禁断の果実!?ゾンビ猫             |
| 第48話 | 本能が点火!?ゾンビ猫             |
| 第49話 | ハッとしてクシュンなゾンビ猫     |
| 第50話 | ノラネコ兄妹のイタズラ！ゾンビ猫 |
| 第51話 | なつかれるゾンビ猫               |
| 第52話 | 猫らしくしたのに！ゾンビ猫       |

## 放送局
| 放送期間                                                               | 放送時間                                                                               | 放送局             | 対象地域       | 備考                                               |
| ---------------------------------------------------------------------- | -------------------------------------------------------------------------------------- | ------------------ | -------------- | -------------------------------------------------- |
| 2015年10月2日 - 12月25日 2016年1月8日 - 6月30日 2016年7月7日 - 9月30日 | 金曜 2:05 - 2:35（木曜深夜） 金曜 2:35 - 3:05（木曜深夜） 金曜 3:05 - 3:35（木曜深夜） | テレビ東京         | 関東広域圏     | 『あにむす!→A応Pのあにむす!!』内                   |
| 2015年10月13日 - 2016年3月29日 2016年4月5日 -                          | 火曜 2:30 - 3:00（月曜深夜） 火曜 2:00 - 2:30（月曜深夜）                              | TVQ九州放送        | 福岡県         | 『あにむす!→A応Pのあにむす!!』内                   |
| 2015年10月14日 -                                                       | 水曜 1:00 - 1:30（火曜深夜）                                                           | テレビ北海道       | 北海道         | 『あにむす!→A応Pのあにむす!!』内                   |
|                                                                        | 水曜 1:05 - 1:35（火曜深夜）                                                           | テレビせとうち     | 岡山県・香川県 | 『あにむす!→A応Pのあにむす!!』内                   |
| 2015年10月9日 - 2016年3月25日 2016年4月3日 -                           | 金曜 23:30 - 土曜0:00 日曜 23:00 - 23:30                                               | キッズステーション | 日本全域       | CS放送 / 製作局 / 『あにむす!→A応Pのあにむす!!』内 |
| 2015年10月17日 -                                                       | 土曜 3:10 - 3:40（金曜深夜）                                                           | テレビ大阪         | 大阪府         | 『あにむす!→A応Pのあにむす!!』内                   |
| 2016年4月20日 -                                                        | 水曜 3:05 - 3:35（火曜深夜）                                                           | テレビ愛知         | 愛知県         | 『A応Pのあにむす!!』内 / 27話から                  |

## その他

### アプリ
- 株式会社BBB - きょーふ!ゾンビ猫くるくる回転寿司！(iOS / Android)